# Berecche e la guerra (antologia)
Berecche e la guerra è una raccolta di racconti di Luigi Pirandello. Costituisce il quattordicesimo volume della più ampia raccolta Novelle per un anno ed è stata pubblicata per la prima volta nel 1934 dall'editrice Mondadori.
È l'ultimo volume delle  Novelle per un anno ad essere stato pubblicato in vita dall'autore (il quindicesimo e ultimo uscì poco dopo la sua morte).

## Contenuti
L'antologia è composta da otto novelle. La prima, che dà il titolo alla raccolta, è divisa in otto capitoli, per un totale di quindici componimenti:
- Berecche e la guerra
  - 1. La birreria
  - 2. Di sera, per via
  - 3. La guerra sulla carta
  - 4. La guerra in famiglia
  - 5. La guerra nel mondo
  - 6. Il signor Livo Truppel
  - 7. Berecche ragiona
  - 8. Nel bujo
- Uno di più
- Soffio
- Un'idea
- Lucilla
- I piedi sull'erba
- Cinci
- Di sera, un geranio

## Trama

### Uno di più
La novella riporta il caso di una famiglia con problemi interni: innanzi tutto, il mistero per cui il padre, in diverse occasioni, scoppia a piangere; Dreina, sua figlia, sospetta che il motivo sia sua madre, e, infatti, studiando sua madre, scopre una sua particolare risata, che spaventa il marito, Abele Nono. Una risata crudele e maligna, che fa accendere la rabbia nel padre e che fa voltare la gente per strada.
E ci sono tante altre cose, oltre a quella risata, che la fanciulla non riesce a spiegarsi: per esempio, la quotidiana visita di quello spilungone che vende la carne fresca o il fatto che sua madre arrivi ogni mattina dopo aver raccolto le uova con le mani gonfie e le guance rosse dal freddo.
Insomma, la madre ed il padre della fanciulla sono in grande contrasto, che si aggrava dopo che la nonna paterna viene ad abitare sotto il loro tetto. La madre è contraria alla presenza della nonna e grida che lei "era di più", ma il padre ritiene che ciò che basta per tre può anche bastare per quattro. Un giorno, però, la madre scoppia: "O fuori lei, o fuori io!", e così lascia la casa e si trasferisce da sua sorella.
Dreina entra in depressione per la mancanza di sua madre e il padre, per farla ritornare a casa, deve mettere la nonna in una casa che si trova al limite del paese, dove la nonna trascorrerà il resto della sua vita, chiusa in una brutta stanzetta, oscura, fredda e umida, dove perderà i sensi e aspetterà la morte. La fanciulla la visita con una determinata frequenza, ma la nonna si rende conto che le sue visite sono piuttosto di obbligo che di volontà. Il padre chiede a Dreina: "Non vuoi più bene alla tua nonnina?" e, anche se la risposta è sempre positiva, ma è come se, in quella stanzuccia, la sua nonnina non le sembri più lei.

### Soffio
È il caso di un individuo borghese, uomo colto e fortemente critico nei confronti di una società ipocrita da cui si sente calpestato. Il protagonista improvvisamente esplode, e libera la sua vitalità repressa, scoprendo che, unendo il pollice coll'indice e soffiando sulle dita davanti alle persone, le uccide, e così, uccide il giovane segretario di un amico e l'amico stesso. In lui domina l'incredulità di fronte alla mancanza di quel carattere di verità che fa sembrare vero e all'inspiegabilità di un tale rapporto di causa-effetto. Subito dopo, il protagonista incontra un giovane medico di carattere superbo e vanitoso, un individuo che non ammette i limiti della scienza e che presume di poter trovare la risposta a tutto, compreso ogni mistero della vita, così il protagonista decide di verificare la sua forza, e dopoché il presuntuoso dottore tenta di limitare la morte sotto il segno della logica, della ragione e dell'umanità, il protagonista punisce l'incredulità del dottore. L'episodio offre un'imprevedibile svolta, il protagonista si trova davanti ad uno specchio: "mi trovai, non so come, innanzi ad uno specchio di bottega, sempre con quelle due dita davanti alla bocca e nell'atto di soffiare (...) per dare una prova dell'innocenza di quell'atto, mostrando che, ecco, lo facevo anche su di me". Il protagonista volge il proprio soffio mortale su se stesso, svuotando, in questo gesto, tutta la sua aggressività. Cancellando se stesso come invidio cosciente, ritrova un contatto più profondo con la natura, e recupera un rapporto più sereno con la realtà e se stesso.

### Un’idea
Un uomo, lasciata la solita compagnia nel caffè, si trova di fronte alla notte con le sfavillanti stelle nella piazza deserta. Gli sembra impossibile attraversare la piazza come la vita in cui deve rientrare.
All'improvviso, leggero come un’ombra, non sente nessun rumore e la città sembra immersa in un sogno. Arriva un’idea, la stessa idea che egli non riesce a precisare, ma di cui avverte la presenza opprimente e, quando questa svanisce, arriva il vuoto come un’ombra. Forse però quel peso non è dell’idea quanto piuttosto del tempo che perde a guardare gli altri che vivono.
È, intanto, riuscito ad attraversare la piazza e imbocca il viale a destra che conduce al ponte dove c'è il fiume. È sicuro che tornerà indietro e che non salirà sul ponte. Troppe volte ha pensato, la mattina dopo, che quei momenti di ossessione fossero stanchezza, per lui è un sollievo chiamare così quell’idea.
I suoi piedi lo portano nel portone e risale la rampa di una scala da dove ogni volta è sceso con il proposito di non salirla mai più. In casa ritrova la zia intenta nel suo lavoro. Sul ponte guarda il cielo per non guardare l’acqua del fiume, forse la sua idea è questa ma non ne ha il coraggio e resta così assorto in una lunga attesa dove tutto è immobile tranne l’acqua del fiume. 

### I piedi sull'erba
Racconta di un pover'uomo distrutto per la morte della moglie, il giorno in cui essa deve essere sepolta. Egli vuole vederla un’ultima volta prima che la bara venga chiusa.
Il figlio lo strappa dalla cassa, invitandolo ad essere ragionevole: egli sa che quest’ultimo si risposerà e che lo metterà a vivere in una parte appartata della sua casa, lontano da tutto e da tutti.
Così, in preda al delirio, decide di rivivere almeno un momento di quando era bambino e andava con i piedi nudi sull’erba. Non è più il momento, un simile atto sembrerebbe una follia alla sua età, così si rimette vergognoso la calza e la scarpa. Il tempo è passato e ogni uomo deve adattarsi alla nuova età che gli è destinata, anche se il suo è un destino crudele e senza senso. Così decide di tornare a casa e va a buttarsi sul letto.

### Cinci
Questa novella narra il pomeriggio di un ragazzino di nome Cinci che, dopo essere tornato da scuola, trova la porta di casa chiusa e il suo cane, Fox, che attende paziente che gli si apra. La madre di Cinci non è ancora tornata dal lavoro e lui, stanco di dover aspettare ogni volta, si siede con la testa sulle ginocchia.
La madre, ancora giovane e bella, spesso fa tardi dalle case dei signori dove presta servizio e, quando lui la vede arrivare nervosa, non riesce a fargli nessuna domanda: egli, infatti, non le chiede mai del padre che non ha conosciuto.
Ormai è pomeriggio inoltrato e il ragazzino sente i morsi della fame, così decide di andare in giro per la campagna a cercare qualche frutto; si reca verso il paese, dove alcune donne chiacchierano in piazza e poi entra nella piccola chiesa, dove l'ambiente silenzioso e raccolto gli fa venire voglia di buttare a terra i libri. Il rumore provoca un'eco che attira gli sguardi di rimprovero delle vecchine che lo spingono di nuovo fuori.
Esce dalla chiesina e ritrova Fox che è pronto a seguirlo; riprende la strada che sale al poggio e si ferma ad ammirare la campagna appoggiato ad un muretto di pietra. Cinci è stanco e seccato e si mette a guardare la luna nel cielo che comincia a ravvivarsi, ma ad un tratto sente una risatina: accanto a lui c’è un ragazzo che sta cercando di catturare una lucertola. Anche Cinci vorrebbe catturarla e salta giù dal muretto, ma l’altro ragazzo, dopo aver preso la bestiola, la sbatte contro una pietra uccidendola. Cinci si arrabbia per quel gesto e si avventa con tutta la sua forza sul ragazzo, iniziando un duello finché egli tira con violenza una pietra sulla testa dell’avversario che stramazza a terra con la testa flagellata e la bocca piena di sangue.
Cinci capisce che il ragazzo è morto e se ne va con il suo fagotto di libri sotto il braccio e Fox che lo segue. Mentre si allontana diventa sempre più sicuro, tutto gli sembra un sogno. Attraversa di nuovo la piazzetta deserta e arriva a casa sua: sua madre non è ancora tornata e, quindi, non dovrà spiegarle dove è stato. Il ragazzo si sente tranquillo e come se non si fosse mai mosso rimane appoggiato al muro accanto alla porta.

### Di sera un geranio
L’uomo non è più nel proprio corpo, ora non sa cos'è ed è in bilico nell'aria della sua camera chiusa, si volta verso il letto e si vede lì, sotto le coperte giallognole. La sua testa calva è poggiata sui cuscini scomposti, i suoi occhi sono chiusi e la sua bocca è aperta. Guarda poi gli oggetti della sua stanza e ripensa all'ultimo dialogo avuto con il dottore che, date le sue condizioni di salute, gli dava poche speranze di vita.
L’uomo guarda tutti gli oggetti che ormai non lo rappresentano più e pensa a come anche il suo corpo gli fosse ormai estraneo e non lo rappresentasse più, solo per gli altri è importante.
La sua anima esce dalla stanza e si mette ad osservare il giardino e pensa che una volta avrebbe voluto farsi filo d’erba o foglia, egli esprime il confuso desiderio di non dissolversi e di continuare ad esistere in una cosa qualsiasi, fosse anche un geranio rosso.